# HD 45107
HD45107 — хімічно пекулярна зоря спектрального класу
A0 й має видиму зоряну величину в смузі V приблизно  9,0.

## Пекулярний хімічний вміст
Зоряна атмосфера HD45107 має підвищений вміст 
Cr
.